# حصان كارولايس

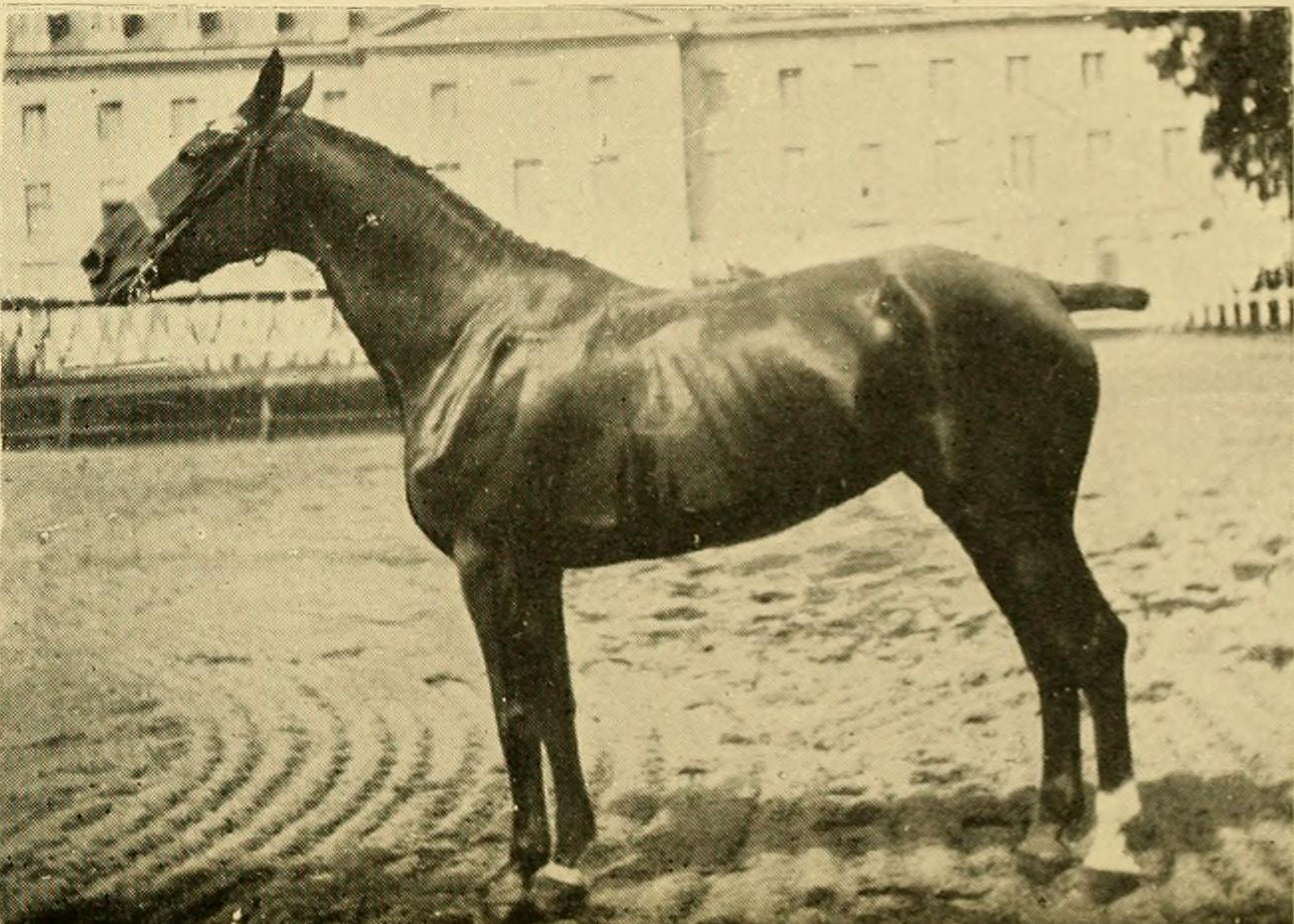

حصان كارولايس (بالإنجليزية: Charolais horse)‏، هي سلالة منقرضة من الأحصنة ذات الدم الحامي. وتنسب إلى منطقة في فرنسا والمحيطة ببلدة كارولايس، والآن في أقليم (سون ولوار في منطقة بورغندي، في شرق وسط فرنسا. وهو مثل الأحصنة الفرنسية الأخرى، كان نتيجة لتزاوج الخيول الزراعية المحلية مع الأصيلة، وكانت تعرف من قبل باسم المنطقة التي ولدت بها. لم يكن كارولايس كتاب أنساب خيل من سلالة معينة. كانت في الأصل تستخدم على أنها أحصنة متعددة الأغراض: للركوب وقيادة العربات والزراعة. خلال أواخر القرن ال19، أضيف الدم الأصيل وظهر نوع جديد الذي تم استخدامه أساساً كحصان ركوب لسلاح الفرسان الخفيف. كما كان يستخدم لترويض الخيل وقفز الحواجز.